# نه چندان کودن (فیلم ۱۹۲۸)
نه چندان کودن (انگلیسی: Not So Stupid) یک فیلم در ژانر صامت است که در سال ۱۹۲۸ منتشر شد. از بازیگران آن می‌توان به مادلین کارول، و رنه لوفور اشاره کرد.